# Поліетиленгліколь
Поліетиленгліколь (ПЕГ) — нейтральний, водорозчинний полімер; неіоногенна поверхнево-активна речовина.
ПЕГ належать до полімерів, які широко застосовуються в молекулярній біології, медицині, біохімії та фармацевтичній промисловості.

## Характеристика
Залежно від середньої молекулярної маси полімеру — в'язка рідина, гелеподібна або тверда речовина.
ПЕГ представлений лінійним або розгалуженим поліефіром із гідроксильними групами:
(НОCH2-[-CH2OCH2-]n-CH2ОН)
Для поверхнево-активної речовини ПЕГ характерні такі властивості:
- гідрофільні властивості;
- низька внутрішня токсичність;
- емульгуючі властивості;
- сенсибілізуючі властивості;
- здатність порушувати цілісність біологічної мембрани, модифікуючи при цьому білки і ферменти. Синтезований поліетиленгліколь аніонною полімеризацією етилен оксиду, ініційованою нуклеофільною атакою епоксидного кільця гідроксид-іонами.

## Поліетиленглікольвмісні полімери
Полімери на основі поліетиленгліколю належать до групи синтетичних водорозчинних полімерів зі структурою:
(–CH2CH2O–)n.
Властивості біологічно інертних ПЕГ-вмісних полімерів походять від їх гідрофільності і гнучкості.
Поліетиленглікольвмісні полімери все частіше привертають увагу як носії для систем доставки лікарських засобів.
Основними вимогами до полімерних носіїв для лікарських препаратів є:
- біологічна толерантність,
- здатність іммобілізувати та звільняти певні лікарські сполуки в органі-мішені,
- утворювати стабільні дисперсні системи для цільової доставки ліків, особливо високого ступеня гідрофобності,
- можливість долати в організмі природні захисні бар'єри (наприклад, гемоенцефалічний), набуту резистентність до ліків.

## Застосування
- Загущувач для твердих ракетних палив
- Розчинники
- У медицині та косметиці
- Кріопротектор, основа регуляторів росту рослин
- Застосовується для імітації посухи в вегетаційних дослідах
- Як харчова добавка E1521.
- Застосовується при моделюванні вулканічних підводних вивержень.

## Нові клінічні застосування в медицині
- ПЕГ використовується як агент формування зображення ракових пухлин, завдяки ефекту підвищеної проникності і утримування його в пухлинах.
- ПЕГ з великою молекулярною масою (наприклад, ПЕГ 8000) діє як профілактичний агент проти колоректального раку в тварин
- ПЕГ є найбільш ефективним відомим агентом для пригнічення хімічного канцерогенезу у лабораторних пацюків. Ефект профілактики раку в людини ще не підтверджено в клінічних випробуваннях.
- ПЕГ з молекулярною масою порядку 2000 в кровотоці морських свинок після травми спинного мозку ініціює швидке відновлення мембран нервових клітин. Також показано, що ПЕГ відновлює сполучення моторних нейронів пошкоджених в рваній чи розтрощеній ранах, як у природних умовах так і в пробірці. У поєднанні з мелатоніном було відновлено 70-85 % всіх пошкоджень сідничного нерва в щурів і відновлення відбувалось впродовж хвилин — днів, на відміну від швидкості відновлення в загальному в ссавців (~ 1мм/день), яке для периферійних нервових тканин сягає тижнів та років[1][2][3][4]. Перевіряється ефективність лікування паралічу та можливості трансплантації нервових судин за допомогою ПЕГ на людях.